# قائمة أنواع حب الملوك
يوجد عدة أنواع من جنس الكروتون, منها:
- كروتون إكليلي (الاسم العلمي:Croton coronatus)
- كروتون أبيض ناصع (الاسم العلمي:Croton niveus)
- كروتون أرجنتيني (الاسم العلمي:Croton argentinus)
- كروتون أريجي (الاسم العلمي:Croton fragrans)
- كروتون ألبي (الاسم العلمي:Croton alpinus)
- كروتون أمازوني (الاسم العلمي:Croton amazonicus)
- كروتون أنغولي (الاسم العلمي:Croton angolensis)
- كروتون أوروغواني (الاسم العلمي:Croton uruguayensis)
- كروتون بوليفي (الاسم العلمي:Croton boliviensis)
- كروتون جامايكي (الاسم العلمي:Croton jamaicensis)
- كروتون حاد الأوراق (الاسم العلمي:Croton acutifolius)
- كروتون حقلي (الاسم العلمي:Croton campestris)
- كروتون حلو الرائحة (الاسم العلمي:Croton suaveolens)
- كروتون سوقطري (الاسم العلمي:Croton socotranus)
- كروتون شيلي (الاسم العلمي:Croton chilensis)
- كروتون عطري (الاسم العلمي:Croton aromaticus)
- كروتون غشائي (الاسم العلمي:Croton membranaceus)
- كروتون فضي (الاسم العلمي:Croton argenteus)
- كروتون فيتنامي (الاسم العلمي:Croton vietnamensis)
- كروتون كاليفورني (الاسم العلمي:Croton californicus)
- كروتون كولومبي (الاسم العلمي:Croton colombianus)
- كروتون لاذع (الاسم العلمي:Croton pungens)
- كروتون لين (الاسم العلمي:Croton mollis)
- كروتون مالاباري (الاسم العلمي:Croton malabaricus)
- كروتون مثلث (الاسم العلمي:Croton triangularis)
- كروتون مسهل (الاسم العلمي:Croton tiglium)
- كروتون ناعم (الاسم العلمي:Croton laevigatus)
- كروتون نبيل (الاسم العلمي:Croton nobilis)
- كروتون يوناني (الاسم العلمي:Croton yunnanensis)
- (الاسم العلمي:Croton abaitensis)
- (الاسم العلمي:Croton abeggii)
- (الاسم العلمي:Croton abonari)
- (الاسم العلمي:Croton abruptus)
- (الاسم العلمي:Croton abutilifolius)
- (الاسم العلمي:Croton abutiloides)
- (الاسم العلمي:Croton abutilopsis)
- (الاسم العلمي:Croton acapulcensis)
- (الاسم العلمي:Croton aceroides)
- (الاسم العلمي:Croton ackermannianus)
- (الاسم العلمي:Croton acradenius)
- (الاسم العلمي:Croton acronychioides)
- (الاسم العلمي:Croton acuminatissimus)
- (الاسم العلمي:Croton acunae)
- (الاسم العلمي:Croton adabolavensis)
- (الاسم العلمي:Croton adamantinus)
- (الاسم العلمي:Croton adenocalyx)
- (الاسم العلمي:Croton adenodontus)
- (الاسم العلمي:Croton adenophorus)
- (الاسم العلمي:Croton adenophyllus)
- (الاسم العلمي:Croton adipatus)
- (الاسم العلمي:Croton adspersus)
- (الاسم العلمي:Croton aequatoris)
- (الاسم العلمي:Croton agoensis)
- (الاسم العلمي:Croton agrarius)
- (الاسم العلمي:Croton agrestis)
- (الاسم العلمي:Croton agrophilus)
- (الاسم العلمي:Croton alabamensis)
- (الاسم العلمي:Croton alagoensis)
- (الاسم العلمي:Croton alainii)
- (الاسم العلمي:Croton alamosanus)
- (الاسم العلمي:Croton albellus)
- (الاسم العلمي:Croton alchorneicarpus)
- (الاسم العلمي:Croton alienus)
- (الاسم العلمي:Croton allemii)
- (الاسم العلمي:Croton alloeophyllus)
- (الاسم العلمي:Croton alnifolius)
- (الاسم العلمي:Croton alnoideus)
- (الاسم العلمي:Croton alvaradonis)
- (الاسم العلمي:Croton ambanivoulense)
- (الاسم العلمي:Croton ambanivoulensis)
- (الاسم العلمي:Croton ambovombensis)
- (الاسم العلمي:Croton ameliae)
- (الاسم العلمي:Croton amphileucus)
- (الاسم العلمي:Croton amplifolius)
- (الاسم العلمي:Croton andinus)
- (الاسم العلمي:Croton androiensis)
- (الاسم العلمي:Croton angustifrons)
- (الاسم العلمي:Croton anisatus)
- (الاسم العلمي:Croton anisodontus)
- (الاسم العلمي:Croton ankarensis)
- (الاسم العلمي:Croton anomalus)
- (الاسم العلمي:Croton anosiravensis)
- (الاسم العلمي:Croton antae)
- (الاسم العلمي:Croton antanosiensis)
- (الاسم العلمي:Croton antisyphiliticus)
- (الاسم العلمي:Croton apicifolius)
- (الاسم العلمي:Croton apostolon)
- (الاسم العلمي:Croton appertii)
- (الاسم العلمي:Croton araracuarae)
- (الاسم العلمي:Croton araripensis)
- (الاسم العلمي:Croton arboreus)
- (الاسم العلمي:Croton arechavaletae)
- (الاسم العلمي:Croton arenosus)
- (الاسم العلمي:Croton argentealbidus)
- (الاسم العلمي:Croton argyranthemus)
- (الاسم العلمي:Croton argyratus)
- (الاسم العلمي:Croton argyrodaphne)
- (الاسم العلمي:Croton argyroglossus)
- (الاسم العلمي:Croton argyrophyllus)
- (الاسم العلمي:Croton aridus)
- (الاسم العلمي:Croton aripoensis)
- (الاسم العلمي:Croton arirambae)
- (الاسم العلمي:Croton aristophlebius)
- (الاسم العلمي:Croton arlineae)
- (الاسم العلمي:Croton armstrongii)
- (الاسم العلمي:Croton arnhemicus)
- (الاسم العلمي:Croton artibonitensis)
- (الاسم العلمي:Croton ascendens)
- (الاسم العلمي:Croton asperrimus)
- (الاسم العلمي:Croton astianus)
- (الاسم العلمي:Croton astroites)
- (الاسم العلمي:Croton astrophorus)
- (الاسم العلمي:Croton ater)
- (الاسم العلمي:Croton atrorufus)
- (الاسم العلمي:Croton atrostellatus)
- (الاسم العلمي:Croton aubrevilecta)
- (الاسم العلمي:Croton aubrevillei)
- (الاسم العلمي:Croton avulsus)
- (الاسم العلمي:Croton axillaris)
- (الاسم العلمي:Croton aymoniniorum)
- (الاسم العلمي:Croton azuensis)
- (الاسم العلمي:Croton babuyanensis)
- (الاسم العلمي:Croton badiocalyx)
- (الاسم العلمي:Croton baillonianus)
- (الاسم العلمي:Croton baldauffii)
- (الاسم العلمي:Croton balsameus)
- (الاسم العلمي:Croton balsensis)
- (الاسم العلمي:Croton bangii)
- (الاسم العلمي:Croton barahonensis)